# Йосипівка (Зборівська міська громада)
Йосипі́вка — село в Україні, у Зборівській міській громаді Тернопільського району Тернопільської області. Розташоване на заході району. Було підпорядковане Годівській сільраді (до 2016).

## Історія
Перша писемна згадка — 1532 як Йосифівка.
1 серпня 1934 року в рамках реформи на підставі нового закону про самоуправління (23 березня 1933 року) село увійшло до новоствореної сільської гміни Цебрів (Тернопільський повіт Тернопільського воєводства).
12 червня 2020 року, відповідно до розпорядження Кабінету Міністрів України № 724-р «Про визначення адміністративних центрів та затвердження територій територіальних громад Тернопільської області» увійшло до складу Зборівської міської громади.
19 липня 2020 року, у результаті адміністративно-територіальної реформи та ліквідації Зборівського району, село увійшло до складу Тернопільського району.

## Населення
У 2001 році в селі проживало 117 осіб.

## Релігія
- церква Пресвятої Трійці (1936 р.; дерев'яна)[4].

## Галерея

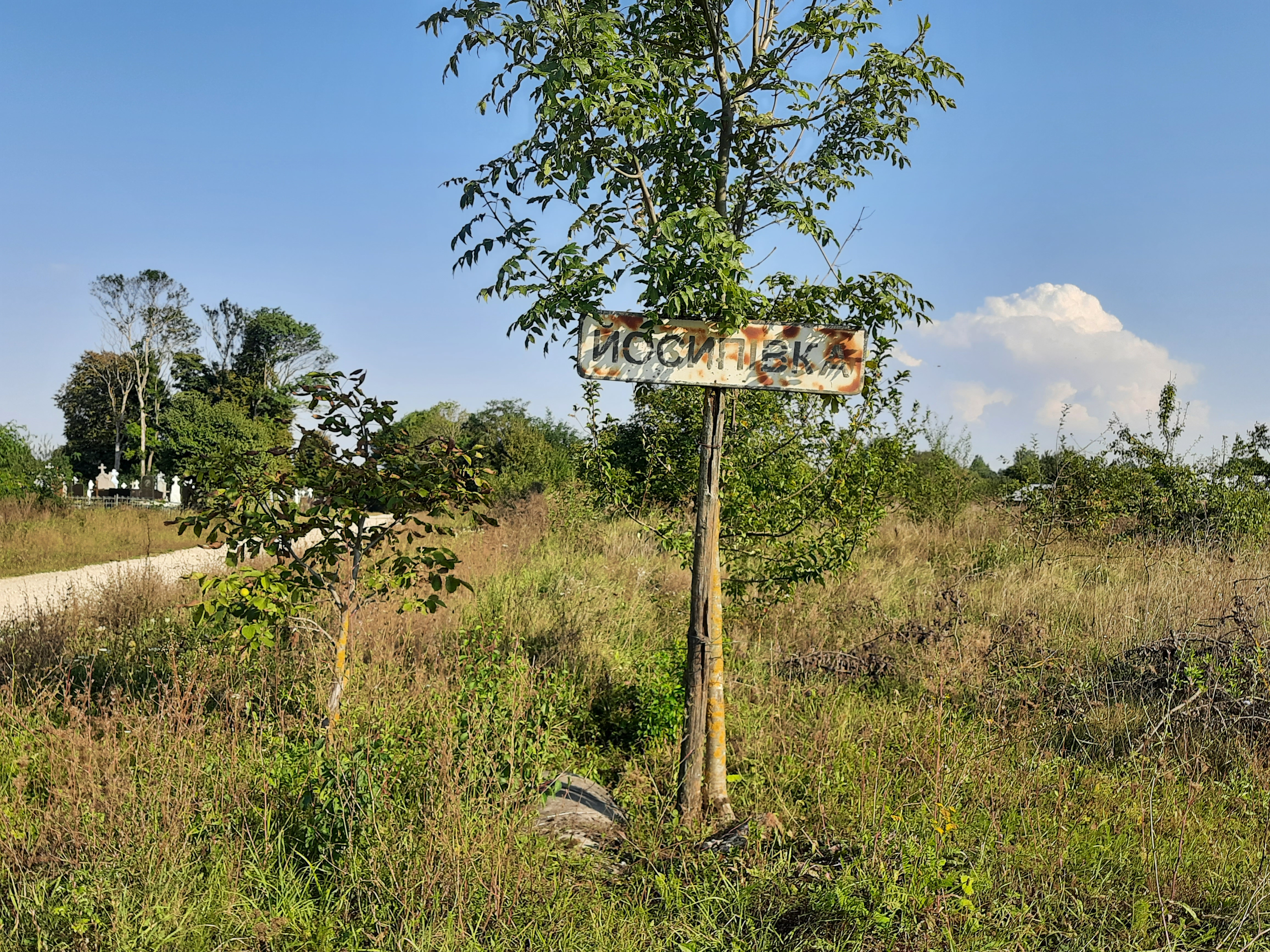
Дорожній знак при в'їзді в село
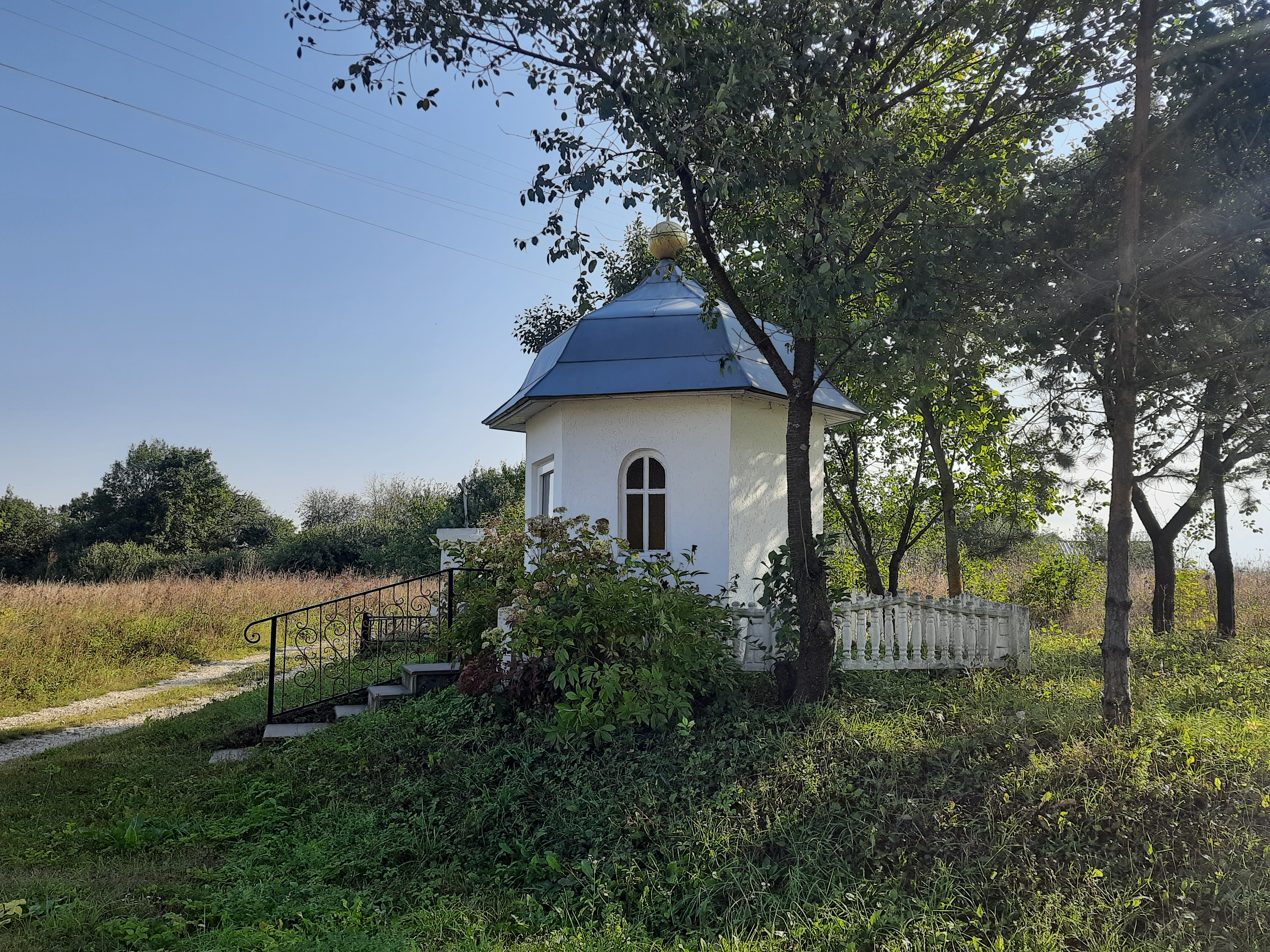
Капличка
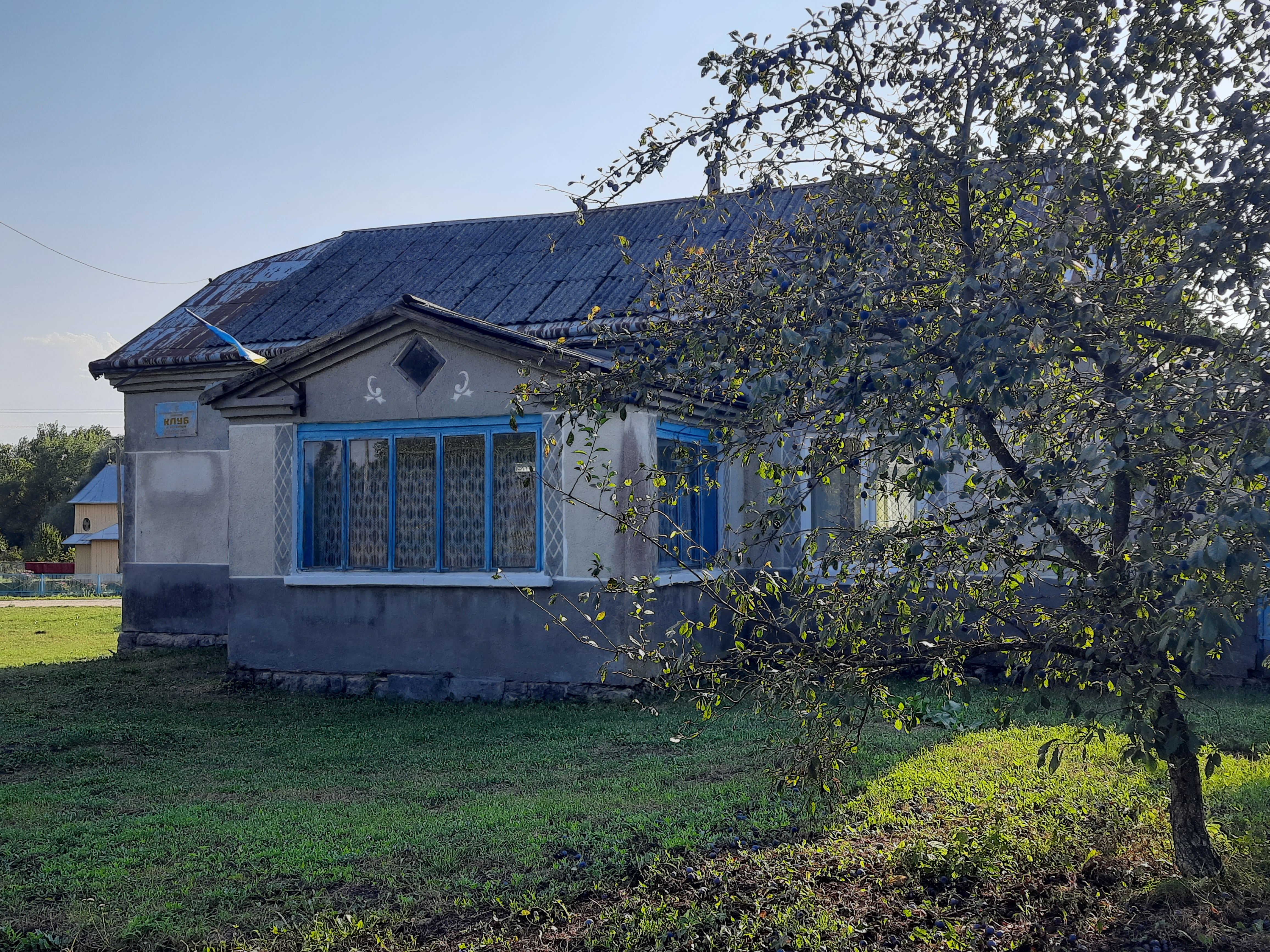
Клуб
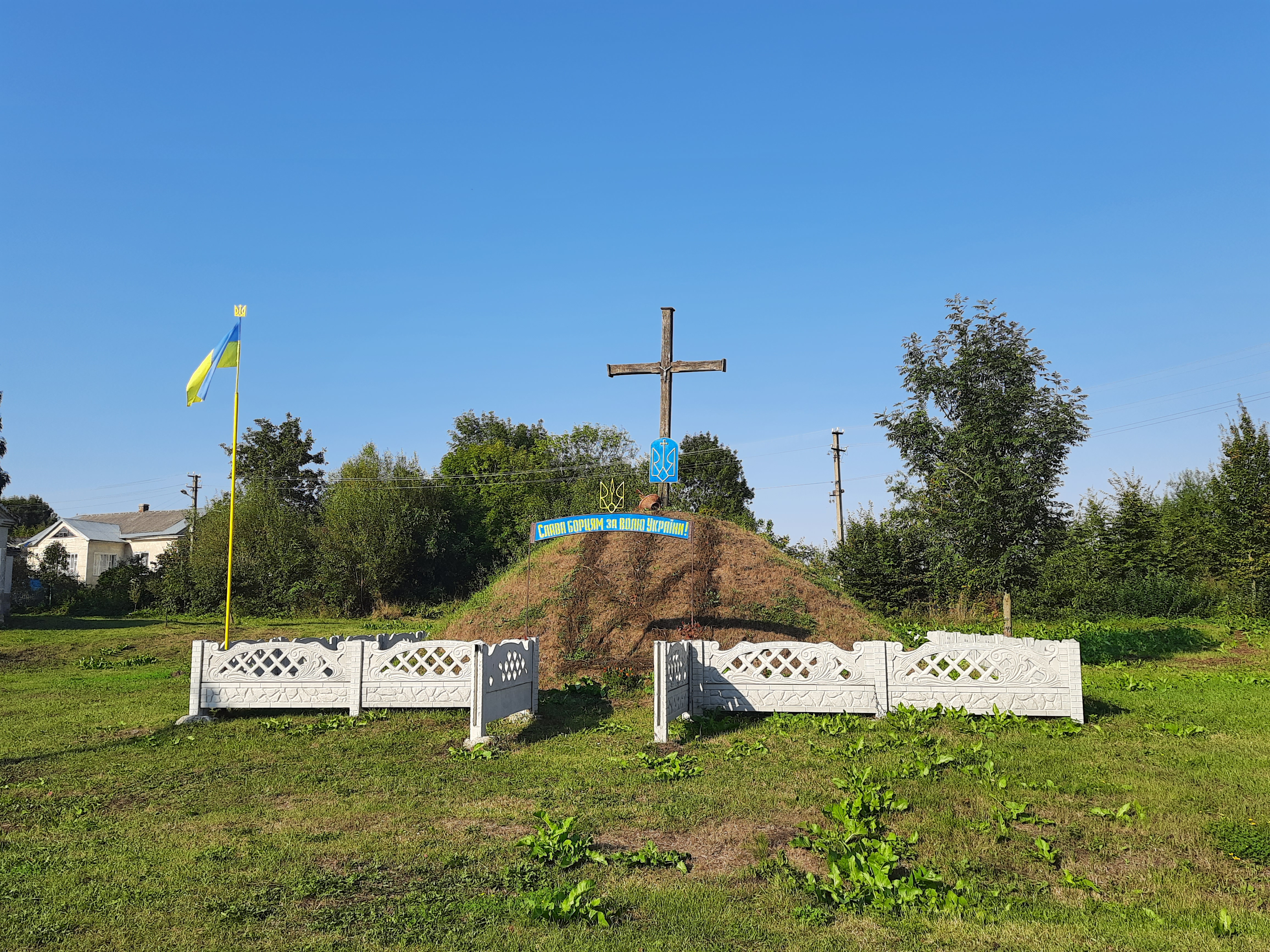
Символічна могила Борцям за волю України
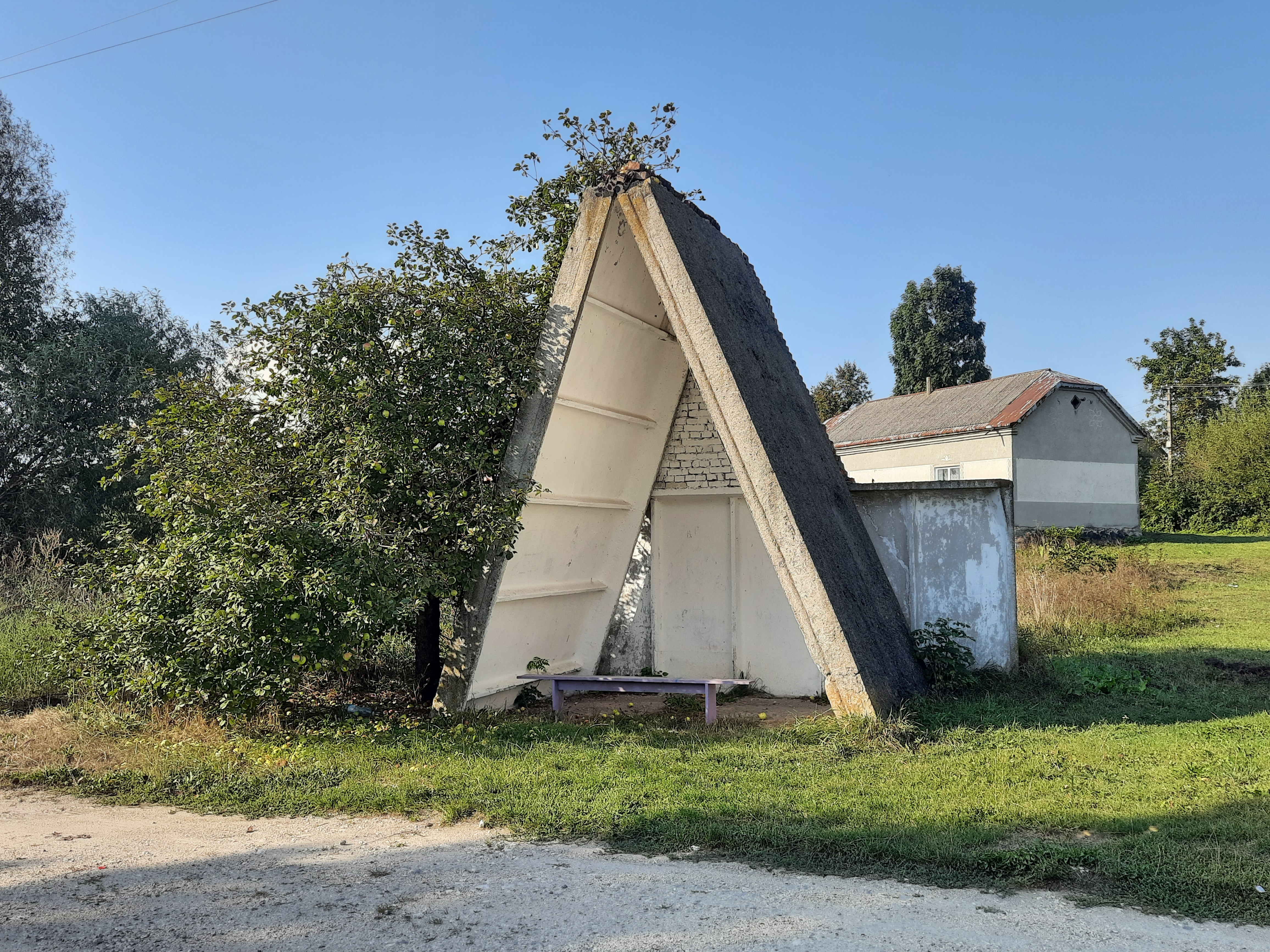
Автобусна зупинка